# Ког (гавар)
Ког, Кох (арм. Կող) или Кола (груз. კოლა) — гавар провинции Тайк на северо-западе Великой Армении.

## География
Гавар Ког находится на северо-востоке провинции Тайк Великой Армении.
Через территорию Кога протекает река Кура. Крупнейший город — Крнакунк.
На севере граничил с гаваром Артахан провинции Гугарк, на востоке — с гаваром Вананд провинции Айрарат, на юге и западе с гаварами Бердацпор и Чакк провинции Тайк соответственно.

## Этимология
В армянском языке есть слово Кохм (арм. Կողմ букв. «гавар, страна, сторона»). Есть вероятность происхождения названия гавара именно от этого слова.